# Vodlozero
Vodlozero (rusky Водлозеро) je jezero, které leží na východě Karelské republiky v severozápadním Rusku. Je největší jezero ve východní části Karélie. Celková rozloha jezera je 322 km² (bez ostrovů). Jeho délka je 36,2 km a šířka 15,9 km. Průměrná hloubka je 4 m. Leží v nadmořské výšce 136 m.

## Pobřeží
Pobřeží je velmi členité. Břehy jezera nejsou vysoké, převážně jsou kamenité. Na jezeře je 196 ostrovů. Nejvýznamnější je ostrov na severu jezera, na kterém se nachází Iljinský hřbitov (Ильинский погост), dřevěný kostel z roku 1660, architektonická památka.

## Vodní režim
Zdroj vody je sněhový a dešťový. Rozptyl kolísání hladiny během roku je asi 2 m. Zamrzá na začátku listopadu a rozmrzá na začátku května. Hlavním přítokem je řeka Ileksa přitékající ze severu z Kaldačichinského jezera. Ústí do jezera dvěma rameny. Z jezera vytéká na východě řeka Vodla, která teče do Oněžského jezera.

## Využití
V roce 1935 bylo rozšířeno na přehradní nádrž kvůli sezónní regulaci odtékajících řek Vjama (Вяма) a Suchá Vodla (Сухая Водла). Suchá Vodla je při odtoku zahrazena nepropustnou přehradní hrází. Při maximálním stavu hladiny dosahuje rozlohy 370 km². Jezero je bohaté na ryby (síh severní maréna, síh malý, cejn velký, candát obecný aj.). Na jižním břehu jezera leží obec Kuganavolok, do které vede silnice z města Pudož.